# Google Sites
Google Sites és una aplicació en línia que permet crear un lloc web de grup de forma molt senzilla. En aquesta pàgina es podran incloure elements textuals i visuals com vídeos, presentacions o arxius adjunts.
 La web es pot compartir amb facilitat per tal de veure i/o editar la informació amb un grup reduït, amb tota la comunitat, o amb tot el món.

## Característiques[2]
- Les pàgines són de fàcil creació.
- No requereix codificació html, java, o qualsevol altre llenguatge de programació.
- Disposa d'un ampli ventall de plantilles disponibles.
- Permet la personalització de la interfície del lloc.
- És fàcil d'integrar i adjuntar fulls, documents, vídeos, presentacions.
- Permet que la pàgina sigui privada, que es pugui visualitzar, o que també es pugui editar.